# ワルシャワ・ショパン空港駅

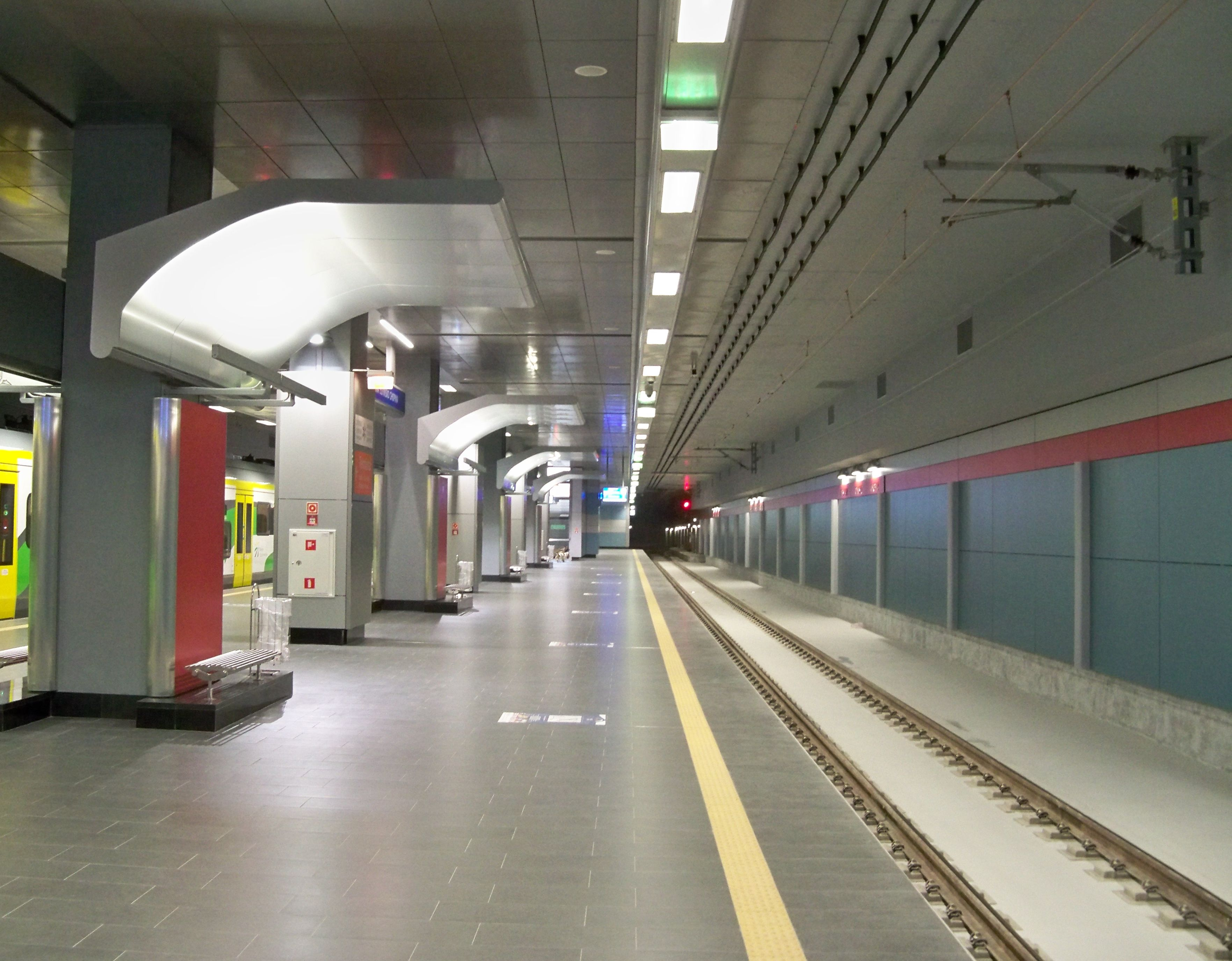
プラットホーム

ワルシャワ・ショパン空港駅（ワルシャワ・ショパンくうこうえき、Warszawa Lotnisko Chopina）は、ポーランド・ワルシャワ市オケンチェ地区にあるポーランド国鉄の駅。

## 概要
ワルシャワ・ショパン空港の地下に位置し、空港駅として機能している。ラッシュ時は10〜12分間隔、通常時は15分間隔で運行する。建設費用は空港付近を通る既存の線路から分岐し当駅までの線路敷設（約2km）を含めて2億3,000万ズウォティ。

## 運行系統
- SKM S2線 （ワルシャワ西駅・ワルシャワ・シルドミエシチェ駅・ワルシャワ東駅経由）
- SKM S3S線（ワルシャワ西駅・ワルシャワ・シルドミエシチェ駅・ワルシャワ東駅経由）
- SKM S3C線（ワルシャワ西駅・ワルシャワ中央駅・ワルシャワ東駅経由）
- KML線（ワルシャワ西駅・ワルシャワ中央駅経由ワルシャワ東駅行）[2] [3]

なお、ワルシャワ・シルドミエシチェ駅は、ワルシャワ中央駅の近隣にある近郊列車発着専用の駅。また、ワルシャワ西駅 - ワルシャワ東駅の区間でワルシャワ中央駅を経由する系統はワルシャワ市内の近郊列車専用駅のワルシャワ・オホタ駅、ワルシャワ・ポビシレ駅、ワルシャワ・スタディオン駅を通過する。

## 駅構造
島式ホーム1面2線を有する地下駅である。

### のりば
| ホーム | 路線    | 行先                                                                           |
| ------ | ------- | ------------------------------------------------------------------------------ |
| 1      | 440号線 | ワルシャワ中央, オトフォツク, スレユベク・ミウォスナ, レギオノボ・ピアスキ方面 |
| 2      | 440号線 | ワルシャワ中央, オトフォツク, スレユベク・ミウォスナ, レギオノボ・ピアスキ方面 |

## 歴史
- 2012年6月1日 - 開業。